# 冠冕 (紋章學)

英國國徽在盾牌的上方飾有皇冠

冠冕（英語：crown）是紋章學的改變之一，主要出現在君主制國家的紋章，但共和制國家亦偶有使用皇冠。一些君主制國家從未使用過實體皇冠，但在徽章中使用了皇冠（如比利時）。皇冠可以是紋章中的圖形，亦可以在盾牌的上方出現。